# Walter Berns

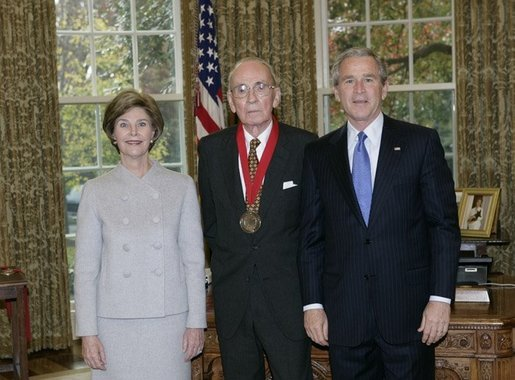
Walter Berns mit George W. Bush und Laura Bush, 2005

Walter Berns (* 3. Mai 1919 in Chicago; † 10. Januar 2015 in Bethesda, Maryland) war ein US-amerikanischer Rechts- und Politikwissenschaftler sowie Hochschullehrer und Philosoph.

## Leben
Berns wuchs in seiner Geburtsstadt Chicago auf. Er studierte an der University of Chicago und war Mitarbeiter des American Enterprise Institute sowie Hochschullehrer an der Georgetown University. Er erhielt 2005 die National Humanities Medal. Berns starb 2015 im Alter von 95 Jahren.